# МКС (система единиц измерения)
МКС — система единиц измерения, в которой основными единицами являются единица длины метр, единица массы килограмм и единица времени секунда. МКС вошла в качестве составной части в Международную систему единиц (СИ) и в настоящее время самостоятельного значения не имеет.
В СССР МКС использовалась в качестве преимущественной для механических величин в соответствии с ГОСТ 7664-55 и ГОСТ 7664-61 «Механические единицы». Применялась также в акустике в качестве основной системы в соответствии с ГОСТ 8849-58 «Акустические единицы».
Развитием системы МКС стали системы МКСА и МКСК, которые к 1970-м годам вошли как составные части в систему СИ.

## МКСА
МКСА — система единиц измерения электрических и магнитных величин, в которой к основным единицам МКС добавлена четвёртая основная единица — единица силы электрического тока ампер.
Принципы построения системы предложил в 1901 году итальянский инженер Джованни Джорджи. Позднее, в 1934 году она была рассмотрена Международной электротехнической комиссией (МЭК) и окончательно принята в 1950 году. В 1958 году МЭК установила для неё название «система Джорджи», но оно широкого распространения не получило.
В МКСА используются электрические единицы, получившие распространение до её принятия и использующиеся в СИ в настоящее время: вольт, кулон, ом и другие. В СССР система МКСА была официально введена ГОСТ 8033—56 «Электрические и магнитные единицы».

## МКСК
МКСК (КСГ) — система единиц измерения тепловых величин, в которой к основным единицам МКС добавлена четвёртая основная единица — единица термодинамической температуры кельвин. Вплоть до 1967 года единица температуры называлась «градус Кельвина», а система единиц — МКСГ. Применение системы МКСК в СССР было установлено ГОСТ 8550—61 «Тепловые единицы».